# 国际救援委员会
国际救援委员会（英語：International Rescue Committee，简称IRC）是一个全球性的人道援助、救济和发展非政府组织。1933年，应阿尔伯特·爱因斯坦要求，国际救济协会成立，并在1942年与类似机构紧急救援委员会合并后更名，国际救援委员会为难民和因战争、迫害或自然灾害而流离失所的人提供紧急援助和长期协助。